# 粟崎站
粟崎站（日语：／ Awagasaki eki */?）是位於石川縣河北郡內灘町向粟崎，北陸鐵道的淺野川線車站。車站編號為A11。

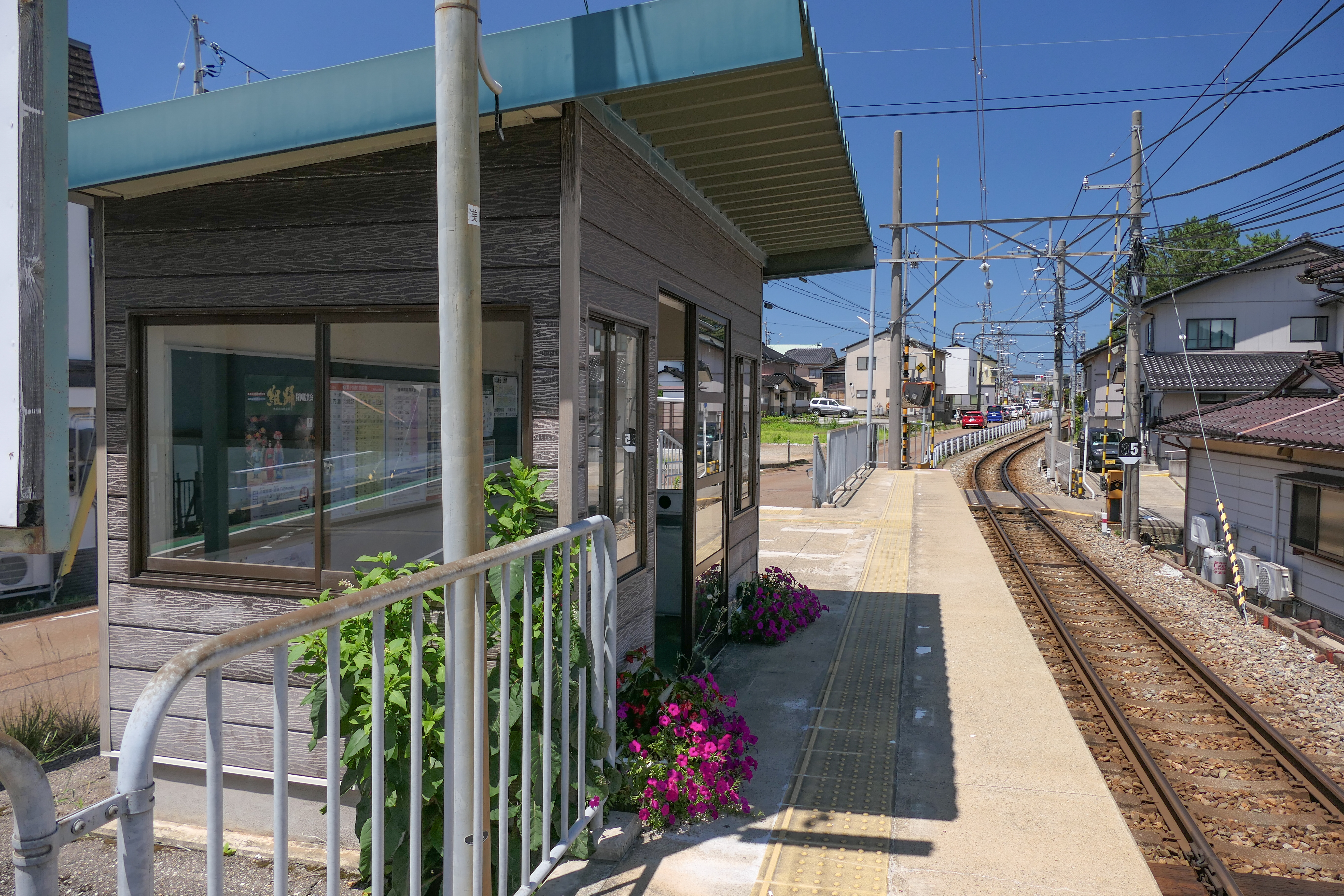
候車室與月台(2022年7月)

## 車站構造
車站是一座地面車站，設有1面1線單式月台。此站為無人車站。月台原本的長度有限，這是由於月台一端為大野川，另一端為平交道，因此月台全長為33米。8000系車輛最後的車門不會停靠在月台上，即使在早上繁忙時間設有職員乘務的列車上，也會與一人控制運輸相同，不會開啟該車門。後來於2008年12月，月台向大野川一方延長，使上述列車開啟所有車門。

## 歷史
- 1929年7月14日：新須崎站至粟崎海岸站（兩站均已經廢止）之間開通。

- 但是，此站的啟用日是1952年月1日以後，正確的啟用日期不詳。

## 使用狀況
以下為1日平均上下車人次列表：
| 上下車人次變化 | 上下車人次變化 |
| 年度           | 1日平均人次    |
| -------------- | -------------- |
| 2011年         | 30             |
| 2012年         | 33             |
| 2013年         | 35             |
| 2014年         | 37             |
| 2015年         | 41             |
| 2016年         | 35             |
| 2017年         | 37             |
| 2018年         | 38             |

## 相鄰車站
北陸鐵道
■淺野川線
蚊爪（A10）－粟崎（A11）－內灘（A12）

## 外部連結
- 北陸鐵道粟崎站 （页面存档备份，存于）